# Linkenheim
Ne doit pas être confondu avec Linkenheim-Hochstetten.
Linkenheim est un village disparu autrefois situé à proximité de Saasenheim, dans le Bas-Rhin. Le site est occupé au moins dès le IIe siècle par une station romaine dont les bâtiments assez luxueux indiquent un propriétaire aisé. Probablement détruite lors des raids germaniques de la deuxième moitié du IIe siècle, son emplacement est occupé au Moyen Âge par un village, qui est la propriété des Ribeaupierre à partir de 1244. Ce village est abandonné vers le milieu du XVe siècle, peut-être en raison de la crise économique qui touche les campagnes à cette époque. Il ne subsiste alors sur place qu’une chapelle, dont l’état de délabrement conduit à sa démolition en 1760. Redécouvert dans la deuxième moitié du XXe siècle, l’emplacement du village est marqué depuis 2004 par une stèle commémorative.

## Géographie
Le site de Linkenheim se trouve dans le canton de Marckolsheim, arrondissement de Sélestat-Erstein, Bas-Rhin. Il est situé sur le territoire de la commune de Saasenheim, mais à la particularité de former une enclave isolée à environ un 1,5 km du centre-bourg dans le ban de la commune de Sundhouse. La partie anciennement habitée se situe plus précisément à environ quelques kilomètres des berges de la rive gauche du Rhin, à 400 m à l’Est de la D468.
Le cœur du site se trouve au lieu-dit Linkkirchlein. La station romaine semble également évoquée dans le noms des lieux-dit voisins de Herrenallmend, Hochmattweg et Hochmatt, tandis que ceux de Linkenfeldbrunnen, Linkenallmend et Linke Lehe semble plutôt évoquer le village.

## Histoire

### Station romaine
Dans l’Antiquité, la partie sud de l’enclave est occupé par une station romaine. La date de construction de celle-ci n’est pas établie, mais il n’existe pas de traces d’occupation au-delà du IIe siècle. Par ailleurs, les traces d’incendie laissent à penser qu’elle aurait pu être détruite lors des raids germaniques ayant eu lieu vers 170. La station peut avoir eu une origine militaire, car elle se trouve directement au débouché du gué de Schœnau-Weisweil. Elle aurait pu ainsi être occupée par un contubernium ayant pour mission de surveiller ce point de franchissement. Celui-ci perd toutefois de son intérêt stratégique après la conquête des champs Décumates en 74 et le confort des bâtiments rend peu probable leur utilisation à des fins militaires. Il pourrait également s’agir de l’un des domaines agricoles implantés à partir de la fin du Ier siècle dans la plaine d'Alsace afin d’assurer le ravitaillement de la Legio VIII Augusta. Les deux fonctions ne s’excluent pas mutuellement et le domaine agricole a pu succéder à un poste militaire.
La station était construite sur une motte artificielle d’environ 150 m par 200 m et faite de terre et de graviers prélevés sur place. Ce tertre, dont la fonction est de préserver la station des crues saisonnières du Rhin, a disparu lors des nivellements du terrain consécutifs au remembrement de 1966. Ses bâtiments était bâtis en briques sur des fondations en grès rouge et en limburgite, des basaltes provenant de Sasbach qui se retrouvent fréquemment dans les fondations romaines de la région. Au moins une partie était chauffée par un hypocauste et des fresques décoraient leurs murs. La présence de fragments de conduites en terre-cuite laisse à penser que l’alimentation en eau était assurée par une conduite à écoulement libre depuis la source se trouvant à environ deux kilomètres au sud-ouest, dans la partie sud de l’actuel village de Saasenheim.

### Village médiéval
Un village recouvre le site de la station romaine au Moyen Âge. Mentionné pour la première fois en 1225, il comporte déjà une église et s’appelle alors Ionicheim. Il entre en 1244 dans le patrimoine des Ribeaupierre, qui le donnent en fief aux Schönau. Bien que ce lien de vassalité ne soit mentionné qu’en 1360, il est possible que ces derniers aient possédé le village en propre avant 1244 et l’aient donné aux Ribeaupierre en échange de leur protection et de sa rétrocession sous forme de fief. Nommé Lönenken en 1360, Lönigkhen en 1364, Lounigheim en 1371 et Lünickin en 1437, il appartient à cette date toujours aux Ribeaupierre, mais le fief est partagé entre les Schönau et les Ramstein.
Le village est mentionné pour la dernière fois en 1454 sous le nom de Linkheim, les mentions ultérieures ne faisant référence qu’au fief, c’est-à-dire à la terre. Les Ramstein sont brièvement titulaires uniques du fief entre 1474 et 1497, celui-ci étant alors repris d’autorité par Wilhelm de Ribeaupierre, qui le rend aux Schönau. Le village a donc probablement été abandonné dans la seconde moitié du XVe siècle. Cet abandon est probablement lié à un affaiblissement progressif auquel ont contribué les épidémies et les guerres, mais dont la cause principale est la situation économique de l’époque. Les prix des produits agricoles baissent en effet fortement pendant cette période, affectant les revenus des paysans qui ne peuvent compenser qu’en augmentant la production par le défrichage de nouvelles terres. Du fait de la très faible superficie du ban de Linkenheim, celui-ci ne devait toutefois guère disposer de réserve foncière. La rémunération de la main d’œuvre des villes étant plus élevée que dans les campagnes, il est probable que Linkenheim ait ainsi succombé à une forme précoce d’exode rural. En revanche, en l’absence de preuves concrètes, l’attribution par les érudits du XIXe siècle de la destruction du village aux Suédois pendant la guerre de Trente Ans est très probablement fantaisiste.

### Époque moderne
Après l’abandon du village au XVe siècle, il subsiste sur le site une église ou une chapelle dédiée à saint Antoine de Padoue. L’évêque suffragant de Strasbourg Arath note en mai 1760 l’état de délabrement de l’édifice, en interdit l’accès et ordonne sa démolition. Les messes qui y sont fondées sont transférées dans l’église de Saasenheim et ses matériaux réemployés dans la reconstruction de l’église de Schœnau.

## Découvertes archéologiques
La première découverte archéologique liée au site semble être un trésor de monnaies romaines trouvé vers 1880 en bordure du Rhin, au lieu-dit Stoeck. Il semble qu’il y ait eu à cet endroit un gué permettant de traverser le Rhin, ce qui explique possiblement la découverte plus tardive à proximité d’une pièce de monnaie isolée datant de l’empereur Valens.
Une prospection de surface est menée en 1960 par Arthur Stieber. L’observation du terrain et la découverte de nombreux objets romains lui permettent de supposer l’existence de la station. Plusieurs tombes ainsi que des traces de bâtiments sont mises au jour lors de travaux de nivellement à l’automne 1970. Si une partie des matériaux trouvés sont romains, des fragments de carreaux de poêle du XVe siècle ainsi que des tuiles médiévales attestent de l’existence de bâtiment postérieurement à la disparition de la station. Bien que les tombes n’aient pu être datées, leur orientation laisse également supposer une origine médiévale ou moderne.